# San Martín de Pusa
San Martín de Pusa és un municipi de la província de Toledo, a la comunitat autònoma de Castella la Manxa.

## Demografia
| 1996 | 1998 | 1999 | 2000 | 2001 | 2002 | 2003 | 2004 | 2005 | 2006 |
| ---- | ---- | ---- | ---- | ---- | ---- | ---- | ---- | ---- | ---- |
| 798  | 797  | 782  | 790  | 769  | 767  | 774  | 784  | 810  | 825  |